# Уяма Сатору
Сатору Уяма (яп. 宇山賢, нар. 10 грудня 1991) — японський фехтувальник на шпагах, олімпійський чемпіон 2020 року.

## Виступи на Олімпіадах
| Олімпіада  | Дисципліна     | Місце |
| ---------- | -------------- | ----- |
| Токіо 2020 | командна шпага | 1     |